# Lågtangen
Die Lågtangen (norwegisch für Flache Zunge, englisch Low Tongue) ist eine 160 m lange Landspitze an der Mawson-Küste des ostantarktischen Mac-Robertson-Landes. Sie ragt unmittelbar westlich der Holme Bay in die Kooperationssee.
Norwegische Kartographen, die sie auch deskriptiv benannten, kartierten sie anhand von Luftaufnahmen der Lars-Christensen-Expedition 1936/37. Das Antarctic Names Committee of Australia übertrug diese Benennung ins Englische.